# فيلار بيروز
فيلار بيروز (بالفرنسية: Grand-Villars)‏؛ هي كومونا في مدينة تورين في المنطقة الإيطالية بيدمونت، وتقع على بعد حوالي 40 كيلومترًا (25 ميلًا) جنوب غرب تورين.
تقع فيلار بيروز على حدود البلديات التالية: بيناسكا وسان بيترو فال ليمينا وإنفورس بيناسكا وسان جيرمانو كيزوني. كان في السابق مركزًا زراعيًا في الغالب، وأصبح الآن مركزًا صناعيًا به مصنعان من مصانع SKF وواحد من.

## المدن التوأم
- بيتزوني، إيطاليا
- جروسفيلارس، جزء من Oberderdingen، ألمانيا